# ジュリア・フィリップス
ジュリア・フィリップス（Julia Phillips, 1944年4月7日 - 2002年1月1日）は、アメリカ合衆国の映画プロデューサー、作家である。1970年代より活動して夫のマイケルらと共にプロデュースした『スティング』、『タクシードライバー』、『未知との遭遇』を成功させた。また特に『スティング』では女性プロデューサーとしては史上初のアカデミー作品賞受賞者となった。
1991年にフィリップスはプロデューサー時代を回想した著作『You'll Never Eat Lunch in This Town Again』を発表し、ベストセラーとなった。

## 生い立ち
ニューヨークでジュリア・ミラー（Julia Miller）の名でポーランド系ユダヤ人の家庭に生まれる。父親は原爆計画に従事した科学技術者、母親は処方薬依存症の作家であった。彼女はブルックリン、グレートネック、ミルウォーキーで育った。1965年にマウント・ホリヨーク大学で政治学の学士号を取得し、1966年にはマイケル・フィリップスと結婚する。その後『レディース・ホーム・ジャーナル』の編集部に入り、次にパラマウント映画でストーリー・エディターとなる。

## キャリア

### 映画プロデューサー
1971年に夫が株式ブローカーの仕事に失敗すると夫婦でカリフォルニア州に移って映画製作の仕事を始める。初の作品は ジェーン・フォンダとドナルド・サザーランドが出演する1973年の映画『Steelyard Blues』であった。
1972年、フィリップスは夫のマイケル、同じくプロデューサーのトニー・ビルと共に『スティング』の脚本を5000ドルで購入した。1973年、『スティング』はアカデミー作品賞を獲得し、彼女は女性として初めて同部門を受賞したプロデューサーとなった。1977年にはフィリップス夫妻がプロデューサーを務めた『タクシードライバー』がアカデミー作品賞候補となる。さらに同年にはスティーヴン・スピルバーグが監督の『未知との遭遇』が成功する。

### 作家
1991年、フィリップスはハリウッド時代の経験に基づいた自伝『You'll Never Eat Lunch in This Town Again』を発表した。この本はニューヨーク・タイムズ・ベストセラー・リストに入るなど成功を収めたが、ハリウッドのドラッグカルチャーや枕営業を暴露する内容は元同僚たちからの怒りを買った。1995年には次作『Driving Under the Affluence』を発表した。これは1冊目の成功が自身の人生をどのように変えたかを綴っている。また2000年に彼女はマット・ドラッジの『Drudge Manifesto』執筆を助けた。

## 死去
フィリップスは2002年1月1日にウェスト・ハリウッドで57歳で亡くなり、カルバーシティのヒルサイド記念公園墓地に葬られた。

## フィルモグラフィ
- Steelyard Blues (1973) 製作
- スティング The Sting (1973) 製作
- タクシードライバー Taxi Driver (1976) 製作
- 弾丸特急ジェット・バス The Big Bus (1976) 製作総指揮
- 未知との遭遇 Close Encounters of the Third Kind (1977) 製作
- ザ・ビート/青春の鼓動 The Beat (1988) 製作
- ドリーム・ガール/ママにはないしょの夏休み Don't Tell Mom the Babysitter's Dead (1991) 製作

## ビブリオグラフィ
Phillips, Julia (1991). You'll Never Eat Lunch in This Town Again. Random House. ISBN 0-394-57574-1